# Fenimorea phasma
Fenimorea phasma é uma espécie de gastrópode do gênero Fenimorea, pertencente à família Drilliidae.